# OK!
Ne doit pas être confondu avec OK (expression).
OK! est un magazine hebdomadaire britannique de presse people, principalement spécialisé dans l'actualité de la famille royale et des célébrités. Initialement lancé en tant que magazine mensuel, le premier numéro a été publié en avril 1993.

## Historique

### Parutions dans d'autres pays
En septembre 2004, OK! est lancé en Australie en tant que magazine mensuel ; il est devenu hebdomadaire en octobre 2006. En 2005, une version américaine a été lancée, suivie d'une édition indienne en mai 2006, d'une version espagnole au Mexique en 2006, d'une version bulgare en 2007 et d'une édition espagnole en 2008. Aujourd'hui, le magazine paraît dans une vingtaine de pays dont l'Allemagne, la Bulgarie, la Chine, le Japon et la Grèce.

### Aux États-Unis
En 2011, le groupe American Media Inc. (en) rachète OK! à Northern & Shell (en). En 2017, l'ancien rédacteur en chef James Heidenry démissionne et est remplacé par James Robertson. Dylan Howard est le directeur de publication,.